# Jermaine Beckford
Jermaine Paul Alexander Beckford mais conhecido como Beckford (9 de dezembro de 1983) é um ex-futebolista inglês que atua como atacante.